# Marco Mecio Memmio Furio Baburio Ceciliano Placido
Marco Mecio Memmio Furio Baburio Ceciliano Placido (in latino Marcus Maecius Memmius Furius Baburius Caecilianus Placidus; fl. 341-347) è stato un politico, prefetto e sacerdote romano di età imperiale.

## Biografia
Placido era probabilmente discendente di Gaio Memmio Ceciliano Placido e parente di Furio Mecio Gracco.
Fu corrector Venetiarum et Histriae, forse sotto Costantino I; praefectus annonae Urbis sacrae cum iure gladii; comes di primo ordine, probabilmente sotto Costante I; comes d'Oriente, di Egitto e Mesopotamia, iudex sacrarum cognitionum, probabilmente nel 340/341; nuovamente iudex, con nomina speciale
Furio Placido fu prefetto del pretorio dal 342 almeno fino al 28 maggio 344 (fu uno dei primi prefetti nominati dall'imperatore Costante I per i territori acquisiti dal fratello Costantino II) e console nel 343.
La Historia Augusta riporta che, in occasione della sua proclamazione, diede in dono dei ricchi paragauda, i bordi per tunica decorati in oro che erano utilizzati dalle donne e dai magistrati come insegne della loro magistratura.
Dal 346 al 347 resse la carica di praefectus urbi di Roma. Fu anche pontifex maior, augur publicus p.R. Quiritum e membro del collegio dei quindecimviri sacris faciundis. Era patrono di Puteoli.